# Småskalig modulär reaktor
En småskalig modulär reaktor (SMR) är en kärnreaktor som är mindre än konventionella kärnreaktorer och har en elektrisk effekt på upp till 300 MWe eller en termisk effekt på upp till 1000 MWth, och är modulärt uppbyggd i den meningen att den kan serietillverkas i fabrik och transporteras dit den ska användas utan modifikationer. Det har funnits många små reaktorer tidigare, men de har inte varit modulära. Termen SMR avser endast storlek, kapacitet och moduluppbyggnad, inte reaktortyp eller nukleär process.

## Design
Modulära reaktorer är designade för att tillverkas i fabrik och transporteras till vald plats. Reaktormodeller sträcker sig från nedskalade versioner av existerande design till framtida fjärde generationens reaktorer. Både termiska neutronreaktorer och snabbneutronreaktorer har föreslagits, tillsammans med saltsmältarreaktorer och gaskylda reaktormodeller. 
Modulära reaktorer förväntas höja inneslutningseffektiviteten och påstås höja säkerheten. Den högre säkerheten bör komma genom användningen av passiva säkerhetsfunktioner som fungerar utan mänsklig inblandning, ett koncept som redan implementerats i vissa konventionella kärnreaktortyper. SMR minskar också bemanningen jämfört med konventionella kärnreaktorer. SMR påstås klara ekonomiska och säkerhetsbarriärer som hämmar konstruktionen av konventionella reaktorer.

## Exempel på SMR
- I slutet av 2019 kopplades det flytande kärnkraftverket Akademik Lomonosov, verksamt i Pevek i Rysslands Fjärran Östern, till elnätet. Anläggningen har två reaktorer à 35 MWe. Konceptet baserades på designen av nukleära isbrytare.

- I juli 2021 startade bygget av världens första kommersiella landbaserade SMR med det kinesiska kraftverket Linglong One. Driften av denna prototyp ska starta i slutet av 2026.

## Licensiering
Ett hinder för kommersiell användning kan vara licensiering, eftersom nuvarande regelverk är anpassade till konventionella konstruktioner. SMR:er skiljer sig åt när det gäller bemanning, säkerhet och driftsättningstid. Licensieringstid, kostnader och risker är kritiska framgångsfaktorer. USA:s regerings studier för att utvärdera SMR-relaterade risker har bromsat licensieringen. Ett problem med SMR är att förhindra kärnvapenspridning.